# بيلي يورك
بيلي يورك (بالإنجليزية: Billie Yorke)‏ كانت لاعبة كرة مضرب بريطانية. كما أنها إحدى بطلات الجراند سلام حيث فازت ببطولة فرنسا في سنة 1936 للزوجي المختلط مع مارسيل برنار.

## بطولات حققتها
- بطولة ويمبلدون

## النهائيات

### الزوجي المختلط

#### الوصافة (1)
| التاريخ | البطولة                  | الشريك       | المنافس                      | النتيجة       |
| 1936    | دورة رولان غاروس الدولية | مارسيل برنار | سيلفي جونغ هنروتن مارتن ليجي | 5–7, 8–6, 3–6 |